# Club Atlético Grau
O Club Atlético Grau é um clube de futebol peruano sediado na cidade de Piúra. O clube foi fundado em 1919 e joga na Primeira Divisão Peruana. Em 2020, disputou seu primeiro torneio internacional ao participar da Copa Sul-Americana.

## História
O clube foi fundado em 5 de junho de 1919 como Club Miguel Grau por Guillermo Herrera. O clube foi fundado na Calle Tacna, em Piura, próximo à casa onde nasceu o herói de guerra peruano Miguel Grau Seminario. O clube foi um dos fundadores da primeira liga provincial da região, a Liga Provincial de Fútbol de Piura, em 1922. Grau jogou na liga amadora local de 1922 a 1965. Contribuiu com nove jogadores para a seleção nacional do Peru, com medalha de ouro, no torneio de futebol dos Jogos Bolivarianos de 1961.
Em 1966, a Federação Peruana de Futebol decidiu descentralizar o torneio nacional, convidando e permitindo que equipes de fora de Lima e Callao jogassem no torneio. As quatro equipes convidadas foram Melgar, Alfonso Ugarte de Chiclín, Octavio Espinosa e Atlético Grau. A estreia do clube foi contra o Alianza Lima, que venceu por 1–0. O treinador daquele ano foi Ladislao Padosky. Dos quatro convidados, apenas o Atlético Grau foi salvo do rebaixamento naquele ano. A equipe permaneceria na ascensão mais alta do futebol peruano até 1970.
A equipe foi rebaixada para o sistema da Copa Peru, que venceria um ano depois em 1972, depois de derrotar o Deportivo Carsa, Cienciano, Leão de Huánuco, Deportivo Junín e Cultural Juanjuí em La Finalísima, ou Final Group Stage, e subindo para o Torneo Descentralizado mais uma vez ao lado de León de Huánuco. A equipe foi treinada por Guillermo Quineche Gil e incluiu Rolando Jiménez, Jorge Albán, Julio Miranda, Julio Ceballos, Manuel Mora, Javier Márquez, Manuel "Meleque" Suárez, Toribio Peña del Rosario, Marcos Murguía, José "Quimbo" Córdova e Reynaldo Rojas no esquadrão. Este foi o único título nacional de Grau até hoje. A equipe permanecerá na primeira divisão por quatro anos, terminando as performances no meio da tabela, terminando em 7º em 1972, 11º em 1973, 15º em 1974, antes de ser rebaixada em 1975, depois de terminar em 18º com apenas 22 pontos.
O Atlético Grau chegou à segunda fase de grupos pela segunda vez em 1982, onde terminou em segundo lugar atrás do Atlético Torino, time da região de Piúra, com uma diferença de três gols. O Atlético Grau retornou para a terceira e mais longa temporada da primeira divisão em 1986, a convite da era das Ligas Regionais do futebol peruano, que viu até 40 equipes competirem na divisão mais alta no seu auge. As equipes foram divididas em torneios regionais, onde as equipes mais altas se qualificariam para a etapa nacional disputada por 16 equipes. As únicas duas campanhas memoráveis seriam a primeira em 1986, onde o clube alcançou o principal torneio nacional e terminou em terceiro no grupo, bem como a campanha final em 1991, onde acabou sendo rebaixado para o Torneio Regional de 1992.
Desde então, Grau alcançou a Primeira Nacional da Copa Peru várias vezes durante o século XXI. Chegou às meias-finais e quartas de final em 2000 e 2001, respectivamente. Chegaria à final em 2002, pela primeira vez, no formato de torneio contra o Atlético Universidad, de Arequipa, com quem empatou por 1–1 em casa e perdeu por 4–2 fora. Também alcançaria as oitavas de final duas vezes nos anos de 2010 e 2011, não avançando posições mais altas. No Torneio Intermediário de Futebol do Peru 2011, o clube foi eliminado pela Universidad César Vallejo nas oitavas de final.
Em 2004, o Atlético Grau fundiu-se com o Estudiantes de Medicina de Ica, campeão da Copa Peru 2000, devido à instabilidade financeira do clube. Durante a fusão, o clube ficou conhecido como Grau-Estudiantes e jogou com as cores do Atlético Grau. A fusão durou apenas a primeira metade da temporada de Torneio Descentralizado de 2004. Curiosamente, o Estudiantes de Medicina manteve o mesmo uniforme na última metade do torneio, após o término da fusão e durante o qual foi rebaixado.
O clube participou da Liga Superior de Piura desde a sua criação em 2009 até 2016, durante o qual foi campeão da liga quatro vezes. As Ligas Superiores foram um esforço da Federação Peruana de Futebol para criar um grupo de equipes de elite de todas as regiões do país e, assim, elevar a qualidade do futebol amador.
A campanha na Copa Peru de 2017 levaria o Grau a ser vice-campeão pela terceira vez na história do clube. A equipe terminou em primeiro lugar no grupo, com 15 pontos na primeira etapa da etapa departamental. Depois, venceu rivais regionais como Sport Ingeniero, Sport Chorrillos, Atlético Torino e Asociación Torino para se tornar o Campeão Departamental e, assim, se classificar mais uma vez para o Primeira Nacional pela primeira vez em seu formato atual. O Atlético Grau terminou em primeiro lugar dentre as cinquenta equipes do país na tabela de classificação com 16 pontos, 19 gols marcados e apenas três gols sofridos. Ele derrotaria Carlos Stein nas oitavas de final, por uma pontuação global de 3–2. O jogo mais difícil da temporada aconteceu nas quartas de final contra o Club José María Arguedas, a quem perdeu 4–0 na ida e venceu pelo mesmo placar na volta, com um gol nos últimos minutos do jogo para avançar para o La Finalísima, devido a uma melhor classificação na tabela da liga.
Uma vez na fase final dos grupos, venceu o Estudiantil CNI por 2–0. Depois, empataria em 0–0 contra o eventual campeão Escuela Municipal Binacional. Assim, no terceiro e último jogo, o Atlético Grau viu-se forçado a vencer o maior número possível de gols e a permanecer em primeiro lugar na tabela com uma melhor diferença de gols. Ele venceu seu último jogo contra José Carlos Mariátegui por 3–2, que não foi suficiente, pois a Escuela Municipal Binacional derrotou o Estudiantil CNI por 2–0 e, assim, venceu o campeonato com uma diferença de golos melhor. No final, Grau terminou em segundo e se tornou o clube peruano com as campanhas mais classificadas na história da Copa Peru, além de ganhar uma vaga na Segunda Divisão peruana. A temporada de 2018 foi sua primeira temporada na segunda divisão do futebol peruano, onde enfrentou outras seis equipes do norte do país. Os líderes do clube pareciam hesitar em participar da competição, mas depois confirmaram a participação do clube.

## Rivalidades
O Atlético Grau tem uma rivalidade de longa data com o Atlético Torino e o Alianza Atlético.

## Copa Sul-Americana de 2020
Após ser campeão da Copa Bicentenario de 2019, o clube se garantiu pela primeira vez em sua história em um torneio internacional. Com o título, ganhou o direito de disputar a Copa Sul-Americana de 2020, jogando sua primeira partida da competição contra o River Plate, do Uruguai.
| 11 de fevereiro | Atlético Grau     | 1 – 2     | River Plate                  | Estádio Miguel Grau, Piura |
| 17:15 (UTC-5)   | Diego Ramírez 86' | Relatório | Olivera 16' · José Neris 24' |                            |

| 25 de fevereiro | River Plate | 1 – 0 | Atlético Grau | Estádio Alfredo Víctor Viera, Montevidéu |
| 19:15 (UTC-3)   | Olivera 16' |       |               |                                          |

## Títulos

### Nacionais
- Torneo Apertura:

Vencedores (1) : 1969
- Copa Bicentenario:

Vencedores (1): 2019
- Copa Peru:

Vencedores (1): 1972
Finalista (3): 1982, 2002 e 2017
• Supercopa do Peru:
Vencedores (1): 2020

### Regionais
- Região I:

Vencedores (3): 2000, 2001 e 2002
Finalista (3): 2003, 2010 e 2011
- Liga Departamental de Piura:

Vencedores (13): 1971, 1980, 1981, 1984, 1997, 2000, 2001, 2002, 2003, 2009, 2010, 2016 e 2017
Finalista (3): 1979, 2013 e 2014
- Liga Superior de Piura:

Vencedores (5): 2009, 2010, 2013, 2014 e 2016